# Le donne (Sandro Giacobbe)
Le donne è un album del cantante italiano Sandro Giacobbe, pubblicato dalla Carosello nel 1992.

## Tracce
Lato A
1. Le donne – 4:46
2. Amici – 4:37
3. Forse domani – 4:10
4. L'uomo col paltò – 4:58

Durata totale: 18:31
Lato B
1. Sesso – 4:04
2. Non ti fermare – 4:06
3. L'alba – 4:19
4. Stai con me – 3:43
5. Gli altri – 4:18

Durata totale: 20:30

## Formazione
- Sandro Giacobbe - voce
- Lauro Ferrarini - chitarra classica
- Marco Canepa - programmazione
- Fabio Moretti - chitarra elettrica
- Emanuele Cisi - sassofono soprano
- Nadia Biondini, Cristina Rossi, Moreno Ferrara - cori